# Calcio ai Giochi della XXXIII Olimpiade - Convocazioni al torneo maschile
Quello che segue è l'elenco di squadre per ogni nazionale che competeranno nel calcio maschile alle Olimpiadi di Parigi 2024. Ogni nazionale deve presentare una squadra composta da 18 giocatori e può nominare fino a 4 riserve che posso entrare nel torneo solo in caso di sostituzione di un elemento infortunato o malato. I calciatori devono essere nati dopo il 1º gennaio 2001, ma il commissario tecnico ha la facoltà di convocare fino a tre elementi che superano tale limite d'età e che vengono detti "fuoriquota". Nella lista principale devono esserci un minimo di due portieri, mentre in quella delle riserve almeno uno. Circa due settimane prima dell'inizio del torneo, il CIO - similmente a quanto accadde quattro anni prima - ha concesso una deroga al regolamento abolendo la lista riserve e permettendo alle nazionali di competere con 22 elementi.

## Girone A

### Francia
Allenatore:  Thierry Henry
| N. | Pos. | Giocatore            | Data nascita (età)          | Pres. | Squadra             |
| -- | ---- | -------------------- | --------------------------- | ----- | ------------------- |
| 1  | P    | Obed Nkambadio       | 7 febbraio 2003 (21 anni)   | 0     | Paris FC            |
| 2  | D    | Castello Lukeba      | 17 dicembre 2002 (21 anni)  | 0     | RB Lipsia           |
| 3  | D    | Adrien Truffert      | 20 novembre 2001 (22 anni)  | 0     | Rennes              |
| 4  | D    | Loïc Badé            | 11 aprile 2000 (24 anni)    | 0     | Siviglia            |
| 5  | D    | Kiliann Sildillia    | 16 maggio 2002 (22 anni)    | 0     | Friburgo            |
| 6  | C    | Kouadio Koné         | 17 maggio 2001 (23 anni)    | 0     | Borussia M'gladbach |
| 7  | A    | Michael Olise        | 12 dicembre 2001 (22 anni)  | 0     | Crystal Palace      |
| 8  | C    | Maghnes Akliouche    | 25 febbraio 2002 (22 anni)  | 0     | Monaco              |
| 9  | A    | Arnaud Kalimuendo    | 20 gennaio 2002 (22 anni)   | 0     | Rennes              |
| 10 | A    | Alexandre Lacazette  | 28 maggio 1991 (33 anni)    | 0     | Olympique Lione     |
| 11 | C    | Désiré Doué          | 3 giugno 2005 (19 anni)     | 0     | Rennes              |
| 12 | C    | Enzo Millot          | 17 luglio 2002 (22 anni)    | 0     | Stoccarda           |
| 13 | C    | Joris Chotard        | 24 settembre 2001 (22 anni) | 0     | Montpellier         |
| 14 | A    | Jean-Philippe Mateta | 28 giugno 1997 (27 anni)    | 0     | Crystal Palace      |
| 15 | D    | Bradley Locko        | 6 maggio 2002 (22 anni)     | 0     | Brest               |
| 16 | P    | Guillaume Restes     | 11 marzo 2005 (19 anni)     | 0     | Tolosa              |
| 17 | D    | Soungoutou Magassa   | 8 ottobre 2003 (20 anni)    | 0     | Monaco              |
| 18 | A    | Rayan Cherki         | 17 agosto 2003 (20 anni)    | 0     | Olympique Lione     |
| 19 | D    | Chrislain Matsima    | 19 maggio 2002 (22 anni)    | 0     | Clermont Foot       |
| 20 | C    | Andy Diouf           | 17 maggio 2003 (21 anni)    | 0     | Lens                |
| 21 | C    | Johann Lepenant      | 22 ottobre 2002 (21 anni)   | 0     | Olympique Lione     |
| 22 | P    | Théo De Percin       | 2 febbraio 2001 (23 anni)   | 0     | Auxerre             |

### Guinea
Allenatore:  Kaba Diawara
| N. | Pos. | Giocatore              | Data nascita (età)         | Pres. | Squadra       |
| -- | ---- | ---------------------- | -------------------------- | ----- | ------------- |
| 1  | P    | Soumaïla Sylla         | 15 marzo 2004 (20 anni)    | 0     | Stade Reims   |
| 2  | D    | Naby Oularé            | 6 agosto 2002 (21 anni)    | 0     | Boluspor      |
| 3  | D    | Bangaly Cissé          | 28 dicembre 2002 (21 anni) | 0     | Académie SOAR |
| 4  | D    | Mohamed Soumah         | 13 marzo 2003 (21 anni)    | 0     | Gent          |
| 5  | D    | Rayane Doucouré        | 30 marzo 2001 (23 anni)    | 0     | Red Star      |
| 6  | C    | Amadou Diawara         | 17 luglio 1997 (27 anni)   | 0     | Anderlecht    |
| 7  | A    | Aliou Baldé            | 12 dicembre 2002 (21 anni) | 0     | Nizza         |
| 8  | C    | Naby Keïta             | 10 febbraio 1995 (29 anni) | 0     | Werder Brema  |
| 9  | A    | Henry Camara           | 6 maggio 2006 (18 anni)    | 0     | Atalanta      |
| 10 | C    | Ilaix Moriba           | 19 gennaio 2003 (21 anni)  | 0     | Getafe        |
| 11 | A    | Ousmane Camara         | 3 novembre 2001 (22 anni)  | 0     | Annecy        |
| 12 | A    | Algassime Bah          | 12 novembre 2002 (21 anni) | 0     | Olympiacos    |
| 13 | D    | Madiou Keita           | 29 agosto 2004 (19 anni)   | 0     | Auxerre       |
| 14 | A    | Amadou Diallo          | 13 luglio 2006 (18 anni)   | 0     | Rennes        |
| 15 | C    | Issiaga Camara         | 2 febbraio 2005 (19 anni)  | 0     | Nizza         |
| 16 | P    | Mory Keïta             | 13 luglio 2005 (19 anni)   | 0     | ASM Sangarédi |
| 17 | C    | Abdoulaye Touré        | 3 marzo 1994 (30 anni)     | 0     | Le Havre      |
| 18 | C    | Sékou Tidiany Bangoura | 5 aprile 2002 (22 anni)    | 0     | Tuzlaspor     |
| 19 | A    | Ibrahima Chérif Fofana | 27 ottobre 2006 (17 anni)  | 0     | Kaloum Star   |
| 20 | D    | Chérif Camara          | 21 ottobre 2002 (21 anni)  | 0     | Hafia         |
| 21 | C    | Lass Kourouma          | 30 marzo 2004 (20 anni)    | 0     | Levante       |
| 22 | P    | Lassana Diakhaby       | 1º maggio 2004 (20 anni)   | 0     | Valenciennes  |

### Nuova Zelanda
Allenatore:  Darren Bazeley
| N. | Pos. | Giocatore         | Data nascita (età)          | Pres. | Squadra             |
| -- | ---- | ----------------- | --------------------------- | ----- | ------------------- |
| 1  | P    | Alex Paulsen      | 4 luglio 2002 (22 anni)     | 0     | Wellington Phoenix  |
| 2  | D    | Michael Boxall    | 18 agosto 1988 (35 anni)    | 0     | Minnesota Utd       |
| 3  | D    | Sam Sutton        | 10 dicembre 2001 (22 anni)  | 0     | Wellington Phoenix  |
| 4  | D    | Tyler Bindon      | 27 gennaio 2005 (19 anni)   | 0     | Reading             |
| 5  | D    | Finn Surman       | 23 settembre 2003 (20 anni) | 0     | Wellington Phoenix  |
| 6  | C    | Joe Bell          | 27 aprile 1999 (25 anni)    | 0     | Viking              |
| 7  | C    | Matthew Garbett   | 13 aprile 2002 (22 anni)    | 0     | NAC Breda           |
| 8  | C    | Ben Old           | 13 agosto 2002 (21 anni)    | 0     | Wellington Phoenix  |
| 9  | A    | Ben Waine         | 11 giugno 2001 (23 anni)    | 0     | Plymouth            |
| 10 | C    | Sarpreet Singh    | 20 febbraio 1999 (25 anni)  | 0     | Hansa Rostock       |
| 11 | A    | Jesse Randall     | 19 agosto 2002 (21 anni)    | 0     | Wellington Olympic  |
| 12 | P    | Kees Sims         | 27 marzo 2003 (21 anni)     | 0     | GAIS                |
| 13 | D    | Lukas Kelly-Heald | 18 marzo 2005 (19 anni)     | 0     | Wellington Phoenix  |
| 14 | A    | Jay Herdman       | 14 agosto 2004 (19 anni)    | 0     | Vancouver Whitecaps |
| 15 | D    | Matthew Sheridan  | 9 maggio 2004 (20 anni)     | 0     | Wellington Phoenix  |
| 16 | C    | Fin Conchie       | 10 agosto 2003 (20 anni)    | 0     | Wellington Phoenix  |
| 17 | C    | Lachlan Bayliss   | 24 luglio 2002 (22 anni)    | 0     | Newcastle Jets      |
| 18 | A    | Oskar van Hattum  | 14 aprile 2002 (22 anni)    | 0     | Wellington Phoenix  |
| 19 | A    | Liam Gillion      | 17 ottobre 2002 (21 anni)   | 0     | Auckland City       |
| 20 | D    | Isaac Hughes      | 25 marzo 2004 (20 anni)     | 0     | Wellington Phoenix  |
| 21 | A    | Luis Toomey       | 1º luglio 2001 (23 anni)    | 0     | Eastern Suburbs     |
| 22 | P    | Henry Gray        | 29 marzo 2005 (19 anni)     | 0     | Ipswich Town        |

### Stati Uniti
Allenatore:  Marko Mitrović
| N. | Pos. | Giocatore          | Data nascita (età)          | Pres. | Squadra                |
| -- | ---- | ------------------ | --------------------------- | ----- | ---------------------- |
| 1  | P    | Patrick Schulte    | 13 marzo 2001 (23 anni)     | 0     | Columbus Crew          |
| 2  | D    | Nathan Harriel     | 23 aprile 2001 (23 anni)    | 0     | Philadelphia Union     |
| 3  | D    | Walker Zimmerman   | 19 maggio 1993 (31 anni)    | 0     | Nashville              |
| 4  | D    | Maximilian Dietz   | 9 febbraio 2002 (22 anni)   | 0     | Greuther Fürth         |
| 5  | D    | John Tolkin        | 31 luglio 2002 (21 anni)    | 0     | N.Y. Red Bulls         |
| 6  | C    | Gianluca Busio     | 28 maggio 2002 (22 anni)    | 0     | Venezia                |
| 7  | A    | Kevin Paredes      | 7 maggio 2003 (21 anni)     | 0     | Wolfsburg              |
| 8  | C    | Tanner Tessmann    | 24 settembre 2001 (22 anni) | 0     | Venezia                |
| 9  | A    | Griffin Yow        | 25 settembre 2002 (21 anni) | 0     | Westerlo               |
| 10 | A    | Taylor Booth       | 31 maggio 2001 (23 anni)    | 0     | Utrecht                |
| 11 | A    | Paxten Aaronson    | 26 agosto 2003 (20 anni)    | 0     | Vitesse                |
| 12 | D    | Miles Robinson     | 14 marzo 1997 (27 anni)     | 0     | FC Cincinnati          |
| 13 | A    | Duncan McGuire     | 5 febbraio 2001 (23 anni)   | 0     | Orlando City           |
| 14 | C    | Djordje Mihailović | 10 novembre 1998 (25 anni)  | 0     | Colorado Rapids        |
| 15 | C    | Benjamin Cremaschi | 2 marzo 2005 (19 anni)      | 0     | Inter Miami            |
| 16 | C    | Jack McGlynn       | 7 luglio 2003 (21 anni)     | 0     | Philadelphia Union     |
| 17 | D    | Caleb Wiley        | 22 dicembre 2004 (19 anni)  | 0     | Atlanta United         |
| 18 | P    | Gabriel Slonina    | 15 aprile 2004 (20 anni)    | 0     | Eupen                  |
| 19 | C    | Jake Davis         | 3 gennaio 2002 (22 anni)    | 0     | Sporting K.C.          |
| 20 | A    | Johan Gómez        | 23 luglio 2001 (23 anni)    | 0     | Eintracht Braunschweig |
| 21 | C    | Josh Atencio       | 31 gennaio 2002 (22 anni)   | 0     | Seattle Sounders       |
| 22 | P    | John Pulskamp      | 19 aprile 2001 (23 anni)    | 0     | Sporting K.C.          |

## Girone B

### Argentina
Allenatore:  Javier Mascherano
| N. | Pos. | Giocatore            | Data nascita (età)          | Pres. | Squadra            |
| -- | ---- | -------------------- | --------------------------- | ----- | ------------------ |
| 1  | P    | Gerónimo Rulli       | 20 maggio 1992 (32 anni)    | 0     | Ajax               |
| 2  | D    | Marco Di Cesare      | 30 gennaio 2002 (22 anni)   | 0     | Racing Club        |
| 3  | D    | Julio Soler          | 16 febbraio 2005 (19 anni)  | 0     | Lanús              |
| 4  | D    | Joaquín García       | 21 agosto 2001 (22 anni)    | 0     | Vélez Sarsfield    |
| 5  | C    | Ezequiel Fernández   | 25 luglio 2002 (21 anni)    | 0     | Boca Juniors       |
| 6  | D    | Bruno Amione         | 3 gennaio 2002 (22 anni)    | 0     | Santos Laguna      |
| 7  | C    | Kevin Zenón          | 30 luglio 2001 (22 anni)    | 0     | Boca Juniors       |
| 8  | C    | Cristian Medina      | 1º giugno 2002 (22 anni)    | 0     | Boca Juniors       |
| 9  | A    | Julián Álvarez       | 31 gennaio 2000 (24 anni)   | 0     | Manchester City    |
| 10 | A    | Thiago Almada        | 26 aprile 2001 (23 anni)    | 0     | Atlanta United     |
| 11 | A    | Claudio Echeverri    | 2 gennaio 2006 (18 anni)    | 0     | River Plate        |
| 12 | P    | Leandro Brey         | 21 settembre 2002 (21 anni) | 0     | Boca Juniors       |
| 13 | D    | Gonzalo Luján        | 21 aprile 2001 (23 anni)    | 0     | San Lorenzo        |
| 14 | C    | Santiago Hezze       | 22 ottobre 2001 (22 anni)   | 0     | Olympiacos         |
| 15 | A    | Luciano Gondou       | 22 giugno 2001 (23 anni)    | 0     | Argentinos Juniors |
| 16 | D    | Nicolás Otamendi     | 12 febbraio 1988 (36 anni)  | 0     | Benfica            |
| 17 | A    | Giuliano Simeone     | 18 dicembre 2002 (21 anni)  | 0     | Alavés             |
| 18 | A    | Lucas Beltrán        | 29 marzo 2001 (23 anni)     | 0     | Fiorentina         |
| 19 | D    | Aarón Quirós         | 31 ottobre 2001 (22 anni)   | 0     | Banfield           |
| 20 | C    | Juan Ignacio Nardoni | 14 luglio 2002 (22 anni)    | 0     | Racing Club        |
| 21 | C    | Federico Redondo     | 18 gennaio 2003 (21 anni)   | 0     | Inter Miami        |
| 22 | P    | Fabricio Iacovich    | 29 gennaio 2002 (22 anni)   | 0     | Estudiantes (LP)   |

### Iraq
Allenatore:  Radhi Shenaishil
| N. | Pos. | Giocatore           | Data nascita (età)          | Pres. | Squadra                |
| -- | ---- | ------------------- | --------------------------- | ----- | ---------------------- |
| 1  | P    | Hussein Hasan       | 15 ottobre 2003 (20 anni)   | 0     | Al-Karkh               |
| 2  | D    | Josef Al-Imam       | 27 luglio 2004 (19 anni)    | 0     | BK Olympic             |
| 3  | D    | Hussein Ali         | 1º marzo 2002 (22 anni)     | 0     | Heerenveen             |
| 4  | D    | Saad Natiq          | 19 marzo 1994 (30 anni)     | 0     | Al-Quwa Al-Jawiya      |
| 5  | D    | Ahmed Hasan         | 24 settembre 2001 (22 anni) | 0     | Erbil                  |
| 6  | D    | Zaid Tahseen        | 29 gennaio 2001 (23 anni)   | 0     | Al-Talaba              |
| 7  | C    | Ali Jasim           | 20 gennaio 2004 (20 anni)   | 0     | Al-Quwa Al-Jawiya      |
| 8  | C    | Ibrahim Bayesh      | 1º maggio 2000 (24 anni)    | 0     | Al-Quwa Al-Jawiya      |
| 9  | A    | Hussein Abdullah    | 20 gennaio 2001 (23 anni)   | 0     | Al-Talaba              |
| 10 | A    | Youssef Amyn        | 21 agosto 2003 (20 anni)    | 0     | Eintracht Braunschweig |
| 11 | C    | Muntadher Mohammed  | 5 giugno 2001 (23 anni)     | 0     | Mes Rafsanjan          |
| 12 | P    | Kumel Al-Rekabe     | 19 agosto 2004 (19 anni)    | 0     | Naft Al-Basra          |
| 13 | D    | Karrar Saad         | 22 marzo 2001 (23 anni)     | 0     | Al-Talaba              |
| 14 | C    | Karrar Al-Mukhtar   | 6 gennaio 2001 (23 anni)    | 0     | Al-Talaba              |
| 15 | C    | Nihad Muhammad      | 14 gennaio 2001 (23 anni)   | 0     | Al-Talaba              |
| 16 | C    | Montader Abdul Amir | 6 ottobre 2001 (22 anni)    | 0     | Al-Zawraa              |
| 17 | D    | Mustafa Saadoon     | 25 maggio 2001 (23 anni)    | 0     | Al-Quwa Al-Jawiya      |
| 18 | A    | Ayman Hussein       | 22 marzo 1996 (28 anni)     | 0     | Al-Quwa Al-Jawiya      |
| 19 | C    | Blnd Hassan         | 12 agosto 2003 (20 anni)    | 0     | De Graafschap          |
| 20 | D    | Hussein Amer        | 28 aprile 2002 (22 anni)    | 0     | Naft Maysan            |
| 21 | A    | Ridha Fadhil        | 1º aprile 2001 (23 anni)    | 0     | Amanat Baghdad         |
| 22 | P    | Hassan Abbas        | 6 gennaio 2001 (23 anni)    | 0     | Amanat Baghdad         |

### Marocco
Allenatore:  Tarik Sektioui
| N. | Pos. | Giocatore            | Data nascita (età)         | Pres. | Squadra             |
| -- | ---- | -------------------- | -------------------------- | ----- | ------------------- |
| 1  | P    | Munir                | 10 maggio 1989 (35 anni)   | 0     | Al-Wahda            |
| 2  | D    | Achraf Hakimi        | 4 novembre 1998 (25 anni)  | 0     | Paris Saint-Germain |
| 3  | D    | Akram Nakach         | 7 aprile 2002 (22 anni)    | 0     | FAR Rabat           |
| 4  | D    | Mehdi Boukamir       | 26 gennaio 2004 (20 anni)  | 0     | Charleroi           |
| 5  | D    | Adil Tahif           | 24 febbraio 2001 (23 anni) | 0     | Oleksandrija        |
| 6  | C    | Benjamin Bouchouari  | 13 novembre 2001 (22 anni) | 0     | Saint-Étienne       |
| 7  | A    | Eliesse Ben Seghir   | 16 febbraio 2005 (19 anni) | 0     | Monaco              |
| 8  | C    | Bilal El Khannouss   | 10 maggio 2004 (20 anni)   | 0     | Genk                |
| 9  | A    | Soufiane Rahimi      | 2 giugno 1996 (28 anni)    | 0     | Al-Ain              |
| 10 | A    | Ilias Akhomach       | 16 aprile 2004 (20 anni)   | 0     | Villarreal          |
| 11 | D    | Zakaria El Ouahdi    | 31 dicembre 2001 (22 anni) | 0     | Genk                |
| 12 | P    | Rachid Ghanimi       | 25 aprile 2001 (23 anni)   | 0     | FUS Rabat           |
| 13 | C    | Yassine Kechta       | 25 febbraio 2002 (22 anni) | 0     | Le Havre            |
| 14 | C    | Oussama Targhalline  | 20 maggio 2002 (22 anni)   | 0     | Le Havre            |
| 15 | A    | El Mehdi Maouhoub    | 5 giugno 2003 (21 anni)    | 0     | Raja Casablanca     |
| 16 | A    | Abde Ezzalzouli      | 25 dicembre 2001 (22 anni) | 0     | Real Betis          |
| 17 | C    | Oussama El Azzouzi   | 29 maggio 2001 (23 anni)   | 0     | Bologna             |
| 18 | C    | Amir Richardson      | 24 gennaio 2002 (22 anni)  | 0     | Stade Reims         |
| 19 | D    | Haytam Manaout       | 18 aprile 2001 (23 anni)   | 0     | Union Touarga       |
| 20 | C    | El Mehdi El Moubarik | 22 gennaio 2001 (23 anni)  | 0     | Raja Casablanca     |
| 21 | D    | Bilal El Ouadghiri   | 3 agosto 2001 (22 anni)    | 0     | FUS Rabat           |
| 22 | P    | Mohamed Reda Asmama  | 8 febbraio 2002 (22 anni)  | 0     | Union Touarga       |

### Ucraina
Allenatore:  Ruslan Rotan'
| N. | Pos. | Giocatore            | Data nascita (età)         | Pres. | Squadra         |
| -- | ---- | -------------------- | -------------------------- | ----- | --------------- |
| 1  | P    | Heorhij Jermakov     | 28 marzo 2002 (22 anni)    | 0     | Oleksandrija    |
| 2  | D    | Illja Krups'kyj      | 2 ottobre 2004 (19 anni)   | 0     | Vorskla         |
| 3  | D    | Oleksandr Martynjuk  | 25 novembre 2001 (22 anni) | 0     | Oleksandrija    |
| 4  | D    | Maksym Talovjerov    | 28 giugno 2000 (24 anni)   | 0     | LASK            |
| 5  | C    | Valentyn Rubčyns'kyj | 15 febbraio 2002 (22 anni) | 0     | Dnipro-1        |
| 6  | D    | Oleksij Syč          | 1º aprile 2001 (23 anni)   | 0     | Ruch L'viv      |
| 7  | C    | Oleh Očeret'ko       | 25 maggio 2003 (21 anni)   | 0     | Šachtar         |
| 8  | C    | Mykola Mychajlenko   | 22 maggio 2001 (23 anni)   | 0     | Dinamo Kiev     |
| 9  | A    | Ihor Krasnopir       | 1º dicembre 2002 (21 anni) | 0     | Ruch L'viv      |
| 10 | C    | Maksym Braharu       | 21 luglio 2002 (22 anni)   | 0     | Dinamo Kiev     |
| 11 | C    | Maksym Chlan'        | 27 gennaio 2003 (21 anni)  | 0     | Lechia Danzica  |
| 12 | P    | Kiril Fesjun         | 7 agosto 2002 (21 anni)    | 0     | Šachtar         |
| 13 | D    | Volodymyr Saljuk     | 25 giugno 2002 (22 anni)   | 0     | Čornomorec'     |
| 14 | A    | Danylo Sikan         | 16 aprile 2001 (23 anni)   | 0     | Šachtar         |
| 15 | C    | Vladyslav Veleten'   | 1º ottobre 2002 (21 anni)  | 0     | Kolos Kovalivka |
| 16 | D    | Arsenij Batahov      | 5 marzo 2002 (22 anni)     | 0     | Zorja           |
| 17 | C    | Oleh Fedor           | 23 luglio 2004 (20 anni)   | 0     | Ruch L'viv      |
| 18 | C    | Dmytro Kryskiv       | 6 ottobre 2000 (23 anni)   | 0     | Šachtar         |
| 19 | D    | Jevhen Pavljuk       | 18 agosto 2002 (21 anni)   | 0     | Vorskla         |
| 20 | C    | Kyrylo Sihejev       | 16 maggio 2004 (20 anni)   | 0     | Šachtar         |
| 21 | C    | Artem Šuljans'kyj    | 11 aprile 2001 (23 anni)   | 0     | Oleksandrija    |
| 22 | P    | Jakiv Kinarejkin     | 22 ottobre 2003 (20 anni)  | 0     | Dnipro-1        |

## Girone C

### Repubblica Dominicana
Allenatore:  Ibai Gómez
| N. | Pos. | Giocatore           | Data nascita (età)          | Pres. | Squadra              |
| -- | ---- | ------------------- | --------------------------- | ----- | -------------------- |
| 1  | P    | Xavier Valdez       | 23 novembre 2003 (20 anni)  | 0     | Houston Dynamo       |
| 2  | D    | Francisco Marizán   | 28 marzo 2006 (18 anni)     | 0     | Volendam             |
| 3  | C    | Josué Báez          | 23 maggio 2002 (22 anni)    | 0     | Universidad O&M      |
| 4  | D    | Edgar Pujol         | 7 agosto 2004 (19 anni)     | 0     | Real Madrid          |
| 5  | D    | Luiyi de Lucas      | 31 agosto 1994 (29 anni)    | 0     | AEL Limassol         |
| 6  | C    | Heinz Mörschel      | 24 agosto 1997 (26 anni)    | 0     | Újpest               |
| 7  | A    | Oscar Ureña         | 31 maggio 2003 (21 anni)    | 0     | Leganés              |
| 8  | C    | Ángel Montes de Oca | 18 febbraio 2001 (23 anni)  | 0     | Cibao                |
| 9  | A    | Rafael Núñez        | 25 gennaio 2002 (22 anni)   | 0     | Elche                |
| 10 | A    | Edison Azcona       | 21 novembre 2003 (20 anni)  | 0     | Las Vegas Lights     |
| 11 | A    | Peter González      | 25 luglio 2002 (21 anni)    | 0     | Valencia             |
| 12 | D    | Joao Urbáez         | 24 luglio 2002 (22 anni)    | 0     | Leganés              |
| 13 | P    | Enrique Bösl        | 7 febbraio 2004 (20 anni)   | 0     | Ingolstadt 04        |
| 14 | C    | Omar de la Cruz     | 26 agosto 2001 (22 anni)    | 0     | Peña Deportiva       |
| 15 | C    | Fabian Messina      | 16 settembre 2002 (21 anni) | 0     | FSV Francoforte      |
| 16 | D    | Nelson Lemaire      | 19 ottobre 2001 (22 anni)   | 0     | Union Saint-Gilloise |
| 17 | A    | José de León        | 2 marzo 2004 (20 anni)      | 0     | Alavés               |
| 18 | A    | Nowend Lorenzo      | 2 novembre 2002 (21 anni)   | 0     | Osasuna              |
| 20 | D    | Thomas Jungbauer    | 30 luglio 2005 (18 anni)    | 0     | Dyn. Č. Budějovice   |
| 22 | P    | Anthony Núñez       | 14 ottobre 2005 (18 anni)   | 0     | Mansfield Town       |

### Egitto
Allenatore:  Rogério Micale
| N. | Pos. | Giocatore           | Data nascita (età)         | Pres. | Squadra                |
| -- | ---- | ------------------- | -------------------------- | ----- | ---------------------- |
| 1  | P    | Hamza Alaa          | 1º marzo 2001 (23 anni)    | 0     | Al-Ahly                |
| 2  | D    | Omar Fayed          | 4 luglio 2003 (21 anni)    | 0     | Novi Pazar             |
| 3  | C    | Ahmed Atef          | 19 dicembre 2002 (21 anni) | 0     | ZED                    |
| 4  | D    | Ahmed Eid           | 1º gennaio 2001 (23 anni)  | 0     | Al-Masry               |
| 5  | D    | Hossam Abdelmaguid  | 30 aprile 2001 (23 anni)   | 0     | Zamalek                |
| 6  | C    | Mohamed Shehata     | 8 febbraio 2001 (23 anni)  | 0     | Zamalek                |
| 7  | C    | Mahmoud Saber       | 30 luglio 2001 (22 anni)   | 0     | Pyramids               |
| 8  | C    | Ziad Kamal          | 1º gennaio 2001 (23 anni)  | 0     | Zamalek                |
| 9  | A    | Osama Faisal        | 1º gennaio 2001 (23 anni)  | 0     | National Bank of Egypt |
| 10 | C    | Ibrahim Adel        | 23 aprile 2001 (23 anni)   | 0     | Pyramids               |
| 11 | C    | Mostafa Saad        | 22 agosto 2001 (22 anni)   | 0     | ZED                    |
| 12 | C    | Ahmed Nabil Koka    | 4 luglio 2001 (23 anni)    | 0     | Al-Ahly                |
| 13 | D    | Karim El Debes      | 3 giugno 2003 (21 anni)    | 0     | Al-Ahly                |
| 14 | C    | Ahmed Sayed         | 10 gennaio 1996 (28 anni)  | 0     | Zamalek                |
| 15 | D    | Mohamed Tarek       | 20 aprile 2002 (22 anni)   | 0     | Al-Masry               |
| 16 | P    | Ali El Gabry        | 14 febbraio 2001 (23 anni) | 0     | Ceramica Cleopatra     |
| 17 | C    | Mohamed Elneny      | 11 luglio 1992 (32 anni)   | 0     | Arsenal                |
| 18 | A    | Bilal Mazhar        | 21 novembre 2003 (20 anni) | 0     | Panathīnaïkos          |
| 19 | C    | Mohamed Hamdy       | 26 febbraio 2003 (21 anni) | 0     | ENPPI                  |
| 20 | D    | Ahmed Sayed         | 20 aprile 2002 (22 anni)   | 0     | ZED                    |
| 21 | D    | Mohamed El Maghrabi | 28 aprile 2001 (23 anni)   | 0     | Smouha                 |
| 22 | P    | Mohamed Seha        | 1º maggio 2001 (23 anni)   | 0     | Al-Mokawloon           |

### Spagna
Allenatore:  Santiago Denia
| N. | Pos. | Giocatore          | Data nascita (età)         | Pres. | Squadra             |
| -- | ---- | ------------------ | -------------------------- | ----- | ------------------- |
| 1  | P    | Arnau Tenas        | 30 maggio 2001 (23 anni)   | 0     | Paris Saint-Germain |
| 2  | D    | Marc Pubill        | 20 giugno 2003 (21 anni)   | 0     | Almería             |
| 3  | D    | Juan Miranda       | 19 gennaio 2000 (24 anni)  | 0     | Bologna             |
| 4  | D    | Eric García        | 9 gennaio 2001 (23 anni)   | 0     | Girona              |
| 5  | D    | Pau Cubarsí        | 22 gennaio 2007 (17 anni)  | 0     | Barcellona          |
| 6  | C    | Pablo Barrios      | 15 giugno 2003 (21 anni)   | 0     | Atlético Madrid     |
| 7  | A    | Diego López        | 13 maggio 2002 (22 anni)   | 0     | Valencia            |
| 8  | C    | Beñat Turrientes   | 31 gennaio 2002 (22 anni)  | 0     | Real Sociedad       |
| 9  | A    | Abel Ruiz          | 28 gennaio 2000 (24 anni)  | 0     | Braga               |
| 10 | C    | Álex Baena         | 20 luglio 2001 (23 anni)   | 0     | Villarreal          |
| 11 | A    | Fermín López       | 11 maggio 2003 (21 anni)   | 0     | Barcellona          |
| 12 | D    | Jon Pacheco        | 8 gennaio 2001 (23 anni)   | 0     | Real Sociedad       |
| 13 | P    | Joan García        | 4 maggio 2001 (23 anni)    | 0     | Espanyol            |
| 14 | C    | Aimar Oroz         | 27 novembre 2001 (22 anni) | 0     | Osasuna             |
| 15 | D    | Miguel Gutiérrez   | 27 luglio 2001 (22 anni)   | 0     | Girona              |
| 16 | C    | Adrián Bernabé     | 26 maggio 2001 (23 anni)   | 0     | Parma               |
| 17 | A    | Sergio Gómez       | 4 settembre 2000 (23 anni) | 0     | Manchester City     |
| 18 | A    | Samu Omorodion     | 5 maggio 2004 (20 anni)    | 0     | Alavés              |
| 19 | D    | Cristhian Mosquera | 27 giugno 2004 (20 anni)   | 0     | Valencia            |
| 20 | D    | Juanlu Sánchez     | 15 agosto 2003 (20 anni)   | 0     | Siviglia            |
| 21 | A    | Sergio Camello     | 10 febbraio 2001 (23 anni) | 0     | Rayo Vallecano      |
| 22 | P    | Alejandro Iturbe   | 2 settembre 2003 (20 anni) | 0     | Atlético Madrid     |

### Uzbekistan
Allenatore:  Timur Kapadze
| N. | Pos. | Giocatore                | Data nascita (età)         | Pres. | Squadra           |
| -- | ---- | ------------------------ | -------------------------- | ----- | ----------------- |
| 1  | P    | Abduvohid Ne'matov       | 20 marzo 2001 (23 anni)    | 0     | Nasaf Qarshi      |
| 2  | D    | Saidazamat Mirsaidov     | 19 luglio 2001 (23 anni)   | 0     | Olympic Tashkent  |
| 3  | D    | Abdukodir Khusanov       | 29 febbraio 2004 (20 anni) | 0     | Lens              |
| 4  | D    | Husniddin Aliqulov       | 4 aprile 1999 (25 anni)    | 0     | Çaykur Rizespor   |
| 5  | D    | Muhammadqodir Hamroliyev | 6 luglio 2001 (23 anni)    | 0     | Paxtakor          |
| 6  | D    | Ibrohimxalil Yo'ldoshev  | 14 febbraio 2001 (23 anni) | 0     | Qairat            |
| 7  | A    | Abbosbek Fayzullayev     | 3 ottobre 2003 (20 anni)   | 0     | CSKA Mosca        |
| 8  | A    | Ruslanbek Jiyanov        | 5 giugno 2001 (23 anni)    | 0     | Navbahor Namangan |
| 9  | A    | Husayin Norchayev        | 6 febbraio 2002 (22 anni)  | 0     | Neftchi Fergana   |
| 10 | C    | Jasurbek Jaloliddinov    | 15 maggio 2002 (22 anni)   | 0     | Neftchi Fergana   |
| 11 | A    | Oston O'runov            | 29 dicembre 2000 (23 anni) | 0     | Persepolis        |
| 12 | P    | Vladimir Nazarov         | 8 giugno 2002 (22 anni)    | 0     | Paxtakor          |
| 13 | D    | Zafarmurod Abdurahmatov  | 28 aprile 2003 (21 anni)   | 0     | Nasaf Qarshi      |
| 14 | A    | Eldor Shomurodov         | 29 giugno 1995 (29 anni)   | 0     | Roma              |
| 15 | C    | Umarali Rahmonaliyev     | 18 agosto 2003 (20 anni)   | 0     | Rubin             |
| 16 | D    | Asadbek Rahimjonov       | 17 febbraio 2004 (20 anni) | 0     | Olympic Tashkent  |
| 17 | C    | Diyor Xolmatov           | 22 luglio 2002 (22 anni)   | 0     | Paxtakor          |
| 18 | C    | Abdurauf Bo'riyev        | 20 luglio 2002 (22 anni)   | 0     | Olympic Tashkent  |
| 19 | C    | Ibrohim Ibrohimov        | 12 gennaio 2001 (23 anni)  | 0     | Olympic Tashkent  |
| 20 | A    | Alisher Odilov           | 15 luglio 2001 (23 anni)   | 0     | Olympic Tashkent  |
| 21 | C    | Behruz Askarov           | 8 marzo 2003 (21 anni)     | 0     | Paxtakor          |
| 22 | P    | Hamidullo Abdunabiev     | 20 agosto 2002 (21 anni)   | 0     | Olympic Tashkent  |

## Girone D

### Israele
Allenatore:  Guy Luzon
| N. | Pos. | Giocatore       | Data nascita (età)         | Pres. | Squadra             |
| -- | ---- | --------------- | -------------------------- | ----- | ------------------- |
| 1  | P    | Omer Nir'on     | 17 aprile 2001 (23 anni)   | 0     | Maccabi Netanya     |
| 2  | D    | Ilay Feingold   | 23 agosto 2004 (19 anni)   | 0     | Maccabi Haifa       |
| 3  | D    | Sean Goldberg   | 25 agosto 1995 (28 anni)   | 0     | Maccabi Haifa       |
| 4  | D    | Stav Lemkin     | 2 aprile 2003 (21 anni)    | 0     | Šachtar             |
| 5  | D    | Roy Revivo      | 22 maggio 2003 (21 anni)   | 0     | Maccabi Tel Aviv    |
| 6  | C    | Omri Gandelman  | 16 maggio 2000 (24 anni)   | 0     | Gent                |
| 7  | A    | Osher Davida    | 18 febbraio 2001 (23 anni) | 0     | Maccabi Tel Aviv    |
| 8  | C    | Eitan Azulay    | 26 maggio 2002 (22 anni)   | 0     | Maccabi Netanya     |
| 9  | A    | Dor Turgeman    | 24 ottobre 2003 (20 anni)  | 0     | Maccabi Tel Aviv    |
| 10 | C    | Oscar Gloukh    | 1º aprile 2004 (20 anni)   | 0     | Salisburgo          |
| 11 | A    | Liel Abada      | 3 ottobre 2001 (22 anni)   | 0     | Charlotte FC        |
| 12 | D    | Noam Ben Harush | 13 maggio 2005 (19 anni)   | 0     | Hapoel Haifa        |
| 13 | A    | Elad Madmon     | 10 febbraio 2004 (20 anni) | 0     | Maccabi Tel Aviv    |
| 14 | C    | Ayano Farada    | 29 aprile 2002 (22 anni)   | 0     | Hapoel Gerusalemme  |
| 15 | C    | Adi Yona        | 17 aprile 2004 (20 anni)   | 0     | Beitar Gerusalemme  |
| 16 | D    | Or Israelov     | 2 settembre 2004 (19 anni) | 0     | Hapoel Tel Aviv     |
| 17 | C    | Ido Shahar      | 20 agosto 2001 (22 anni)   | 0     | Maccabi Tel Aviv    |
| 18 | P    | Niv Eliasi      | 1º febbraio 2002 (22 anni) | 0     | Hapoel Be'er Sheva  |
| 19 | A    | Idan Gorno      | 9 agosto 2004 (19 anni)    | 0     | Maccabi Petah Tiqwa |
| 20 | C    | Niv Yehoshua    | 28 gennaio 2005 (19 anni)  | 0     | Maccabi Petah Tiqwa |
| 21 | D    | Noam Malmoud    | 2 agosto 2002 (21 anni)    | 0     | Hapoel Gerusalemme  |
| 22 | P    | Roy Sason       | 13 dicembre 2001 (22 anni) | 0     | Bnei Yehuda         |

### Giappone
Allenatore:  Gō Ōiwa
| N. | Pos. | Giocatore             | Data nascita (età)          | Pres. | Squadra            |
| -- | ---- | --------------------- | --------------------------- | ----- | ------------------ |
| 1  | P    | Leo Kokubo            | 23 gennaio 2001 (23 anni)   | 0     | Benfica            |
| 2  | D    | Kaito Suzuki          | 25 agosto 2002 (21 anni)    | 0     | Júbilo Iwata       |
| 3  | D    | Ryūya Nishio          | 16 maggio 2001 (23 anni)    | 0     | Cerezo Osaka       |
| 4  | D    | Hiroki Sekine         | 11 agosto 2002 (21 anni)    | 0     | Kashiwa Reysol     |
| 5  | D    | Seiji Kimura          | 24 agosto 2001 (22 anni)    | 0     | Sagan Tosu         |
| 6  | C    | Sōta Kawasaki         | 30 luglio 2001 (22 anni)    | 0     | Kyoto Sanga        |
| 7  | C    | Rihito Yamamoto       | 12 dicembre 2001 (22 anni)  | 0     | Sint-Truiden       |
| 8  | C    | Joel Chima Fujita     | 16 febbraio 2002 (22 anni)  |       | Sint-Truiden       |
| 9  | A    | Shōta Fujio           | 2 maggio 2001 (23 anni)     | 0     | Machida Zelvia     |
| 10 | C    | Kōki Saitō            | 10 agosto 2001 (22 anni)    | 0     | Sparta Rotterdam   |
| 11 | A    | Mao Hosoya            | 7 settembre 2001 (22 anni)  | 0     | Kashiwa Reysol     |
| 12 | P    | Taishi Brandon Nozawa | 25 dicembre 2002 (21 anni)  | 0     | FC Tokyo           |
| 13 | C    | Ryōtarō Araki         | 29 gennaio 2002 (22 anni)   | 0     | FC Tokyo           |
| 14 | C    | Shunsuke Mito         | 28 settembre 2002 (21 anni) | 0     | Sparta Rotterdam   |
| 15 | D    | Kōta Takai            | 4 settembre 2004 (19 anni)  | 0     | Kawasaki Frontale  |
| 16 | D    | Ayumu Ōhata           | 27 aprile 2001 (23 anni)    | 0     | Urawa Reds         |
| 17 | A    | Yū Hirakawa           | 3 gennaio 2001 (23 anni)    | 0     | Machida Zelvia     |
| 18 | A    | Kein Satō             | 11 luglio 2001 (23 anni)    | 0     | Werder Brema       |
| 19 | A    | Asahi Uenaka          | 1º novembre 2001 (22 anni)  | 0     | Yokohama Marinos   |
| 20 | C    | Fuki Yamada           | 10 luglio 2001 (23 anni)    | 0     | Tokyo Verdy        |
| 21 | D    | Takashi Uchino        | 7 marzo 2001 (23 anni)      | 0     | Fortuna Düsseldorf |
| 22 | P    | Masato Sasaki         | 1º maggio 2002 (22 anni)    | 0     | Kashiwa Reysol     |

### Mali
Allenatore:  Alou Badra Diallo
| N. | Pos. | Giocatore              | Data nascita (età)         | Pres. | Squadra            |
| -- | ---- | ---------------------- | -------------------------- | ----- | ------------------ |
| 1  | P    | Lassine Diarra         | 11 novembre 2002 (21 anni) | 0     | Olympique Lione    |
| 2  | D    | Fodé Doucouré          | 3 febbraio 2001 (23 anni)  | 0     | Red Star           |
| 3  | D    | Hamidou Diallo         | 26 gennaio 2002 (22 anni)  | 0     | Farense            |
| 4  | D    | Mamadou Tounkara       | 14 dicembre 2001 (22 anni) | 0     | Vitória Guimarães  |
| 5  | D    | Ibrahima Cissé         | 15 febbraio 2001 (23 anni) | 0     | Schalke 04         |
| 6  | C    | Coli Saco              | 15 maggio 2002 (22 anni)   | 0     | Ancona             |
| 7  | A    | Wilson Samaké          | 30 marzo 2004 (20 anni)    | 0     | Rennes             |
| 8  | C    | Boubacar Traoré        | 20 agosto 2001 (22 anni)   | 0     | Wolverhampton      |
| 9  | A    | Cheickna Doumbia       | 14 giugno 2003 (21 anni)   | 0     | Shabab Al-Ahli     |
| 10 | C    | Salam Jiddou           | 1º febbraio 2000 (24 anni) | 0     | ES Sétif           |
| 11 | A    | Thiemoko Diarra        | 19 aprile 2003 (21 anni)   | 0     | Châteauroux        |
| 12 | C    | Issouf Sissokho        | 30 gennaio 2002 (22 anni)  | 0     | Bordeaux           |
| 13 | A    | Brahima Diarra         | 5 luglio 2003 (21 anni)    | 0     | Huddersfield Town  |
| 14 | A    | Demba Diallo           | 13 ottobre 2000 (23 anni)  | 0     | Manisa             |
| 15 | D    | Mohamed Cisset         | 28 maggio 2004 (20 anni)   | 0     | Penn Quakers       |
| 16 | P    | Oumar Coulibaly        | 19 dicembre 2002 (21 anni) | 0     | Cercle Olympique   |
| 17 | D    | Ahmed Diomandé         | 15 dicembre 2002 (21 anni) | 0     | Ittifaq Marrakech  |
| 18 | C    | Moussa Diakité         | 4 novembre 2003 (20 anni)  | 0     | Cadice             |
| 19 | C    | Mohamadou Lamine Bah   | 23 ottobre 2001 (22 anni)  | 0     | Olympique Béja     |
| 20 | A    | Issoufi Maïga          | 12 febbraio 2002 (22 anni) | 0     | Académico de Viseu |
| 21 | C    | Fady Sidiki Coulibaly  | 27 gennaio 2002 (22 anni)  | 0     | Stade Malien       |
| 22 | P    | Hassane Sadawie Diarra | 30 novembre 2004 (19 anni) | 0     | Real Bamako        |

### Paraguay
Allenatore:  Carlos Jara Saguier
| N. | Pos. | Giocatore                | Data nascita (età)          | Pres. | Squadra             |
| -- | ---- | ------------------------ | --------------------------- | ----- | ------------------- |
| 1  | P    | Roberto Junior Fernández | 29 marzo 1988 (36 anni)     | 0     | Botafogo            |
| 2  | D    | Alan Núñez               | 1º ottobre 2004 (19 anni)   | 0     | Cerro Porteño       |
| 3  | D    | Ronaldo de Jesús         | 21 aprile 2001 (23 anni)    | 0     | Cerro Porteño       |
| 4  | D    | Daniel Rivas             | 6 dicembre 2001 (22 anni)   | 0     | Nacional            |
| 5  | D    | Gilberto Flores          | 1º aprile 2003 (21 anni)    | 0     | Sportivo Trinidense |
| 6  | C    | Marcos Gómez             | 10 novembre 2001 (22 anni)  | 0     | Olimpia             |
| 7  | A    | Marcelo Fernández        | 25 ottobre 2001 (22 anni)   | 0     | Libertad            |
| 8  | C    | Diego Gómez              | 27 marzo 2003 (21 anni)     | 0     | Inter Miami         |
| 9  | A    | Kevin Parzajuk           | 9 agosto 2002 (21 anni)     | 0     | Olimpia             |
| 10 | C    | Wílder Viera             | 4 marzo 2002 (22 anni)      | 0     | Cerro Porteño       |
| 11 | C    | Enso González            | 20 gennaio 2005 (19 anni)   | 0     | Wolverhampton       |
| 12 | P    | Rodrigo Frutos           | 6 gennaio 2003 (21 anni)    | 0     | Olimpia             |
| 13 | D    | Alexis Cantero           | 5 febbraio 2003 (21 anni)   | 0     | Guaraní             |
| 14 | D    | Fabián Balbuena          | 23 agosto 1991 (32 anni)    | 0     | Dinamo Mosca        |
| 15 | C    | Julio Enciso             | 23 gennaio 2004 (20 anni)   | 0     | Brighton            |
| 16 | D    | Fernando Román           | 23 febbraio 2001 (23 anni)  | 0     | Guaraní             |
| 17 | A    | Gustavo Caballero        | 21 settembre 2001 (22 anni) | 0     | Nacional            |
| 18 | A    | Marcelo Pérez            | 23 marzo 2001 (23 anni)     | 0     | Huracán             |
| 19 | A    | Tiago Caballero          | 27 maggio 2005 (18 anni)    | 0     | Nacional            |
| 20 | C    | Ángel Cardozo            | 19 ottobre 1994 (29 anni)   | 0     | Libertad            |
| 21 | C    | Rubén Lezcano            | 9 febbraio 2004 (20 anni)   | 0     | Libertad            |
| 22 | P    | Facundo Insfrán          | 4 maggio 2006 (18 anni)     | 0     | Olimpia             |